# Viking Björk
Viking Olov Björk, född 3 december 1918 i Sunnansjö, Dalarna, död 18 februari 2009 i Danderyd, var en svensk läkare, pionjär inom svensk thoraxkirurgi. 
Han var verksam vid Sabbatsbergs sjukhus i Stockholm. Han disputerade 1948 vid Karolinska Institutet  och var docent i thoraxkirurgi där från 1949 till 1960. Sedermera professor i thoraxkirurgi först vid Uppsala universitet och senare vid Karolinska Institutet.Gick i pension vid 65 års ålder år 1983 eftersom sjukhusledningen förvägrat honom begärda 5 års förlängning.Han utvecklade i samarbete med bland andra Clarence Crafoord och Åke Senning hjärt-lungmaskinen som 1954 användes för första gången i Europa vid operation på en människa.
Han utvärderade en mekanisk hjärtklaff  (Björk-Shileyklaffen) som senare kom att användas över hela världen. Tyvärr modifierades klaffen senare vilket ledde till en katastrof detta eftersom svetsfogarna i de byglar som håller klaffskivan på plats brast. Detta ledde till många dödsfall vilket ledde till att klaffen senare förbjöds.[källa behövs] Och Shiley det bolag som tagit fram klaffen hamnade i konkurs.[källa behövs]
Viking Björk är begravd på Grangärde kyrkogård.